# 庫克嶺
庫克嶺（英語：Cook Ridge）是南極洲的山嶺，最終注入戴維斯灣東南角，澳大利亞探險隊在1961年3月首次踏足該山嶺，山嶺以該探險隊的測量員命名。